# Быкова, Ирина Николаевна
Ирина Николаевна Быкова (род. 6 июля 1993 года, Павлодар, Павлодарская область, Казахстан) — казахстанская лыжница, участница зимних Олимпийских игр 2022 в Пекине.

## Спортивные результаты
| Год  | Соревнование                               | Место   | Индивидуальная гонка 10 км | Скиатлон 15 км | Масс-старт 30 км | Спринт | Эстафета 4×5 км |
| ---- | ------------------------------------------ | ------- | -------------------------- | -------------- | ---------------- | ------ | --------------- |
| 2017 | Чемпионат мира по лыжным видам спорта 2017 | Лахти   | 54                         | 46             | —                | 55     | 12              |
| 2019 | Чемпионат мира по лыжным видам спорта 2019 | Зефельд | 41                         | 46             | 44               | 64     | 15              |
| 2022 | Зимние Олимпийские игры 2022               | Пекин   | —                          | —              | 54               | 68     | 15              |